# 美羽希。
美羽希。（みゆき）は、日本のシンガーソングライター。東京都出身。
鍵盤の弾き語りで歌うステージの他、自身が作った映像を投影して生演奏と同期するステージも行う。
自主制作映画の脚本、監督、主題歌をつとめる。
フリーランスでモデル、ラジオパーソナリティ、イメージガール、イベントMC、コンサルタントとしても活動。
2022年よりモデルとしてセントラルジャパン所属。
ミスコンやコンテストでグランプリ4冠、準グランプリ、主催者特別賞、審査員特別賞等を受賞。イメージガールも5社務め、楽曲提供も行う。
2020年7月、仲里美南名義でプロ雀士を目指していることを告白した記事がYahoo!ニュース、FLASHに掲載。
2021年、ブランド「Bona Rinata」立ち上げ。ブランドプロデューサー就任。
TVCM「NEXT SABAE ー未来を創る側になろうー 30秒ver」出演・ナレーション担当。
https://www.youtube.com/watch?v=iWU9h4aqeVw
TVCM「天神オクトーバーフェスト2019 告知TVCM」出演。
https://www.youtube.com/watch?v=nTCHnGIqXwg

## 略歴
- 慶應義塾大学 総合政策学部 在学中より、ライブ活動開始。
- 2010年、日本タレント名鑑に掲載（日本タレント名鑑「美羽希」）。
- 2011年7月、「Ijichi's Living Door」のライブイベントに初出演。以降、現在も継続出演中。
- 2017年4月24日(日)、「美羽希 初のワンマンライブ！～みゆきと高鳴るSunday～」、下北沢BREATH。

その後、東京や大阪、静岡、名古屋、福岡等、全国各地でライブを行う。
- 2017年、ラジオ番組スポンサーの発案で「Hope on wingsプロジェクト」が発足し、オリジナル楽曲「coma as you are」が2つのYouTubeのCMに起用される。[5]

Hope on wings Vol.1_アート書家 原田愛子インタビュー(come as you are/美羽希)
Hope on wings Vol.2_だっこカバンのカナデル(come as you are/美羽希)
- 2018年、アーティスト名を「美羽希」から「美羽希。」へ改名。[1]
- サンクチュアリゴルフ公式イメージガール就任。[6]
- 日乃屋カレー秋葉原初代イメージガール就任。[7]
- 美羽希。オリジナルメニュー「熟成牛ロース炙りステーキカレー」期間限定販売。
- 楽曲提供第1弾テーマソング「日乃屋カレー秋葉原ソング」
- 楽曲提供第2弾「日乃屋カレー秋葉原音頭」
- 京都最大級のクラブChambers初代イメージガール就任。
- ミスオクトーバーフェスト2018グランプリ受賞。[8]
- ミスオクトーバーフェスト公式イメージモデル就任。[9]
- テーマソング「Prost!-2019Ver-」
- 全東京写真連盟 新モデル選抜撮影会 フォトジェニックグランプリ受賞。[10]
- ミスメガスーパーカーモーターショー2019主催者特別賞受賞。[11]
- MODECON A/Wインフルエンサー2019 4,000名候補者より予選2位通過。[12]
- ミュージック・ジャパンTVエンディングテーマに「メリーゴーランド」Music Videoが起用。[13]
- ミュージック・ジャパンTV番組内で「Rainy Road」楽曲紹介。[14]
- mineアプリ巨大メディアオーディショングランプリ。[15]
- COCOTEKI アシスタントMC就任。[16]
- C CHANNEL 公式クリッパー就任。[17]
- 中国キャラクター 唐妞(タンニウ)イメージガール和華姫オーディション 準グランプリでイメージガール就任。[18]
- ミス・ マンダリンファッションアワード2020審査員特別賞。 [19]
- セルフエステBi-yoイメージモデル就任。
- オンライン麻雀コーチング「タクミル」アンバサダー就任。
- JI-KUUイメージモデル就任。
- 「Bona Rinata」ブランドプロデューサー就任。

## 人物・エピソード[1]
- シンガーソングライターを軸に、モデル、ラジオパーソナリティ、イベントMCとしても活動。
- 2018年9月、自身が脚本・監督・主題歌をつとめる映画「The way to the Theater ～season 1～」を公開。2019年に第二弾、第三弾を発表。
- ”悲しいくらいに女”と言われる曲で、聴く人の切なさボルテージを振り切る。
- YouMe,Kanatta単独インタビュー「セルフプロデュースアーティスト美羽希。さんの挑戦」
- 対談「【対談】２人の女性が語る「働く」ということ」
- 対談動画「【Talk Session】美羽希。& 株式会社AIR副社長 COO 井口 恵さん」

## 出演[1]

### ライブハウス
- 渋谷egg man
- 渋谷BOXX
- 渋谷Club Malcolm
- 恵比寿LIVE GATE
- MELODIA Tokyo
- 恵比寿天窓.switch
- 真昼の月 夜の太陽
- 下北沢BREATH
- 下北沢Laguna
- 下北沢Daisy Bar
- 下北沢音倉
- 渋谷SONG LINES
- 渋谷wasted times
- おむすびJazz南青山
- 南青山 月見ル君想フ
- 新宿PAPERA
- 高田馬場mono
- 代官山NOMAD
- GRAPES KITASANDO
- 六本木ホオキパスクエア
- 銀座Miiya Cafe
- 赤坂B flat
- 赤坂LiveArt
- 赤坂天竺
- 赤坂Cantina
- 赤坂橋の下
- 赤坂move
- 赤坂L@N
- 赤坂SO-DA
- 池袋 Big Bang Box
- 高円寺AG22
- 高円寺Grain
- 静岡サナッシュ
- 心斎橋Foot Rock & Beers（大阪）
- 心斎橋HOME（大阪）
- Bar KENT（大阪）
- Bar TOBIRA（大阪）・・・他

### フリーライブ
- 川崎ラ・チッタデッラ
- ララガーデン春日部（埼玉県）
- アツギトレリス（神奈川県）
- サントムーン柿田川（静岡県）
- 高円寺フェス
- 国分寺フェス
- 藤枝音楽祭（静岡県）
- お茶の水アートピクニック
- 川崎いさご街角ミュージック
- にっぽりマルシェ
- 栄ミナミ音楽祭（名古屋）
- 朝顔祭（入谷）
- 上野公園
- その他、各地のお祭りイベント

### テレビ
- TOKYO MX 2「音バカ」
- 東急ケーブルTV イッツコム114ch「てくてくTV」

### 映画
- 自主制作映画「The Way to the Theater ～season 1～ ”熟れた果実の夜”」
- 自主制作映画「The Way to the Theater ～season 2～ ”溜め息と嘘”」
- 自主制作映画「The Way to the Theater ～season 3～ ”サンプル”」

### ラジオ[20]
- 2016年11月より調布FMラジオで自身の冠番組を放送。クラウドファンディング「Readyfor」で番組スポンサーを募集し、プロジェクト3回連続成功。
- 2018年1月28日、『美羽希とポワポワSunday』にはゲストで瀬戸山清香も出演。

| 放送                             | 番組名                     | 放送局             |
| -------------------------------- | -------------------------- | ------------------ |
| 2016年11月～毎週日曜25:30～25:45 | 『みゆきと夜更かしSunday』 | 調布FM（83.8 Mhz） |
| 2017年7月～毎週日曜22:15～22:30  | 『美羽希とポワポワSunday』 | 調布FM（83.8 Mhz） |
| 2018年7月～毎週日曜22:15～22:30  | 『美羽希。全国へ』         | 調布FM（83.8 Mh）  |

- ゲスト出演[20]

| 放送日        | 番組名                                                     | 放送局                |
| ------------- | ---------------------------------------------------------- | --------------------- |
| 2011年2月1日  | 『浅羽由紀☆Four-leaf clover』                              | かわさきFM（79.1MHz） |
| 2011年7月5日  | 『PURE HEART＠voice』                                      | 東京ネットラジオ      |
| 2017年5月6日  | 『静岡SBS Radio Radio*East』の『EASTみんなの広場』コーナー | 静岡SBSラジオ         |
| 2017年1月1日  | 『インスタントジョンソン じゃいのサンデーちゃん！』        | レインボータウンFM    |
| 2021年3月19日 | KONSOME+『コマラジ「Selfish Girl!」』                      | 狛江FM                |
| 2021年5月23日 | 優しい未来『気持ち晴れバレ』                               | 調布FM                |

### モデル・雑誌[23]
- 地方ネット銀行web CM
- 地方ブランド米TVCM
- TV通販番組「いまドキッ」アシスタントモデル
- JI-KUUイメージモデル
- 月刊「オートガイド」表紙モデル
- Keiden IC カードキー広告モデル
- セルフエステサロンbi-yoイメージモデル[24]
- エステサロン紹介映像モデル
- エステメーカー器具紹介スチールモデル
- 美ガーデン エステ器具紹介映像モデル
- ゴルフNet TV4回出演（村口史子プロレッスン）
- 将軍のおでん除幕式 TV出演
- ゴルフ雑誌 Regina 2018年秋号特集ページ掲載（ジュン羽生プロレッスン）
- ヨガスタジオ広告モデル
- 雑誌 東京ウォーカー 2年間
- 大江戸温泉物語広告
- 美顔器エステナードソニック広告
- 電子タバコFrienber広告
- ルームウェアLUCE miraco広告
- 大手化粧品メーカー ヘアケア商品店頭販促ムービー
- 大手飲料メーカー店頭販促ムービー&webムービー
- 某対戦ゲームスチール&動画広告

### イメージガール[20]
- サンクチュアリゴルフ公式イメージガール、2018年7月～2019年8月
- 日乃屋カレー秋葉原初代イメージガール、2018年7月～9月
- 京都最大級のクラブChambers初代イメージガール、2019年
- ミス・オクトーバーフェストイメージモデル、2019年
- ファンとアーティストを繋ぐアプリyell plusの美羽希。のページに投稿された写真は全国のファミリーマート、サンクス、サークルK、ローソンのコピー機から購入できる。[25]現在はアプリでのサービス終了。
- セルフエステBi-yo(ビヨ)イメージモデル、2020年。

### 動画配信[23]
- SHOW ROOM「美羽希。(みゆき)と今夜もリラックス」、2016年12月18日配信開始。

| #  | 2017参加イベント名                                                                 | 期間              | 順位 | 特典                                                           |
| -- | ---------------------------------------------------------------------------------- | ----------------- | ---- | -------------------------------------------------------------- |
| 1  | 『初心者限定イベント「THEはじめの一本」』                                          | 1月1日〜15日      | 4位  | ▶️オリジナルアバター制作権                                     |
| 2  | 『横浜DeNAベイスターズ 2017年 春季キャンプ SHOWROOM公認リポーターオーディション』  | 1月21日〜29日     | 4位  |                                                                |
| 3  | 『響番組で自分のROOMを宣伝しまSHOWROOM！3月』                                      | 2月23日〜3月19日  | 1位  | ▶お笑いサバイバルトークライブ出演！ ▶️オリジナルアバター制作権 |
| 4  | 『悪魔祭り〜devil festival〜vol.1』                                                | 4月15日〜4月25日  | 5位  |                                                                |
| 5  | 『大阪でオフ会開催しまSHOW!! 』                                                    | 4月28日〜5月18日  | 3位  | ▶心斎橋HOME貸し切りイベント開催権 ▶️オリジナルアバター制作権   |
| 6  | 『【SHOWROOM公式枠】モデルプレス出演権争奪オーディション【6月】』                  | 6月16日〜30日     | 6位  |                                                                |
| 7  | 『【予選A】Natural Beauty Camp in Bali★有名モデルと一緒に♡』                       | 8月26日〜9月4日   | 2位  | ▶予選通過                                                      |
| 8  | 『【決勝】Natural Beauty Camp in Bali★有名モデルと一緒に♡』                        | 9月29日～10月8日  | 4位  |                                                                |
| 9  | 『写真であなたを輝かせます！ ～フォトブック・ポスター＆フラッシュムービー制作～』  | 9月14日～9月24日  | 2位  | ▶「2ndフォトブック 〜SHOW ROOMありがとう〜」作成(完売)         |
| 10 | 『１週間チャレンジ！フォロワー倍増大作戦S！(プレゼント付き)』                      | 10月8日～10月15日 | 2位  | ▶️オリジナルアバター制作権                                     |
| 11 | 『【予選B】目指せCDデビュー！レコーディング権争奪！ アーティストオーディション！』 | 10月23日～29日    | 3位  | ▶予選通過                                                      |
| 12 | 『【決勝】目指せCDデビュー！レコーディング権争奪！ アーティストオーディション！』  | 11月1日～11日     | 3位  | ▶敗者復活戦へ                                                  |
| 13 | 『【決勝敗者復活】アーティストオーディション！』                                   | 11月16日〜19日    | 1位  | ▶プレゼンライブ出演権                                          |
| 14 | 『川崎ラ チッタデッラ屋上イベント開催権争奪戦』(途中参加)                          | 11月20日～26日    | 2位  | ▶イベント開催権                                                |
|    | SHOW ROOM AWARD 2017参加！                                                         | 12月11日          |      |                                                                |
| 15 | セルフプロデュースするオリジナル楽曲提供イベント                                   | 12月20日～30日    | 3位  | ▶楽曲提供権                                                    |

| # | 2018年参加イベント名                                                              | 期間             | 順位 | 特典 |
| - | --------------------------------------------------------------------------------- | ---------------- | ---- | --- |
| 1 | 『鼠祭り〜dream festival〜 vol.15』                                               | 1月4日〜14日     | 2位  | ▶️ねずみちゃん人形ストラップ ▶️ねずみちゃんの抱き枕 ▶️オリジナルアバター制作権 |
| 2 | 『バレンタインチョコ争奪戦！ ロンドン在住のバイヤーが買い付けたチョコのセット編』 | 1月29日〜 2月7日 | 1位  | ▶️バイヤーセレクトによるオシャレチョコ5個セット ▶️SHOWROOM公式Twitterでルーム告知権 ▶️オリジナルアバター制作権 |
| 3 | 『「ミュージック・ジャパンTV」アシスタントMC出演オーディション！』                | 2月28日〜3月9日  | 6位  | |
| 4 | 『『日乃屋カレー』秋葉原店イメージガール争奪戦』                                  | 4月25日〜5月9日  | 1位  | ▶️『日乃屋カレー』秋葉原店のイメージガール就任！ ー等身大パネル店頭設置 ー宣伝A2ポスター店頭及び店内に掲出 ー人形カメラマンによる撮影権！ ▶️SHOWROOM公式Twitterでルーム告知権 ▶️オリジナルアバター制作権                                                                                 |
| 5 | 『ゴルフスクール「サンクチュアリゴルフ」 公式イメージガール決定戦』               | 5月21日～5月31日 | 1位  | ▶️サンクチュアリゴルフ公式イメージガール ー公式HP掲載 ー店内展示用の等身大パネル＆ポスター掲載 ーサンクチュアリゴルフYouTubeチャンネル出演 ー半年間ゴルフレッスン通い放題特別会員権 ▶️リスナー必見！特別プレゼント企画 特典で使用された等身大パネル＆ポスターを ゲットできるチャンス有！ |
| 6 | 『プロの制作チームがあなたの大切な一日をドキュメンタリー動画に。』                | 6月21日～30日    | 1位  | ▶️あなたのドキュメンタリー動画（約30分）制作権！ ▶️オリジナルアバター制作権！ |
| 7 | 『東京湾に臨む競馬場『船橋ケイバ』冠レース＆ライブ開催権争奪戦！』                | 9月19日～30日    | 3位  | |

| #  | 2019年参加イベント名                                                                  | 期間                               | 順位             | 特典 |
| -- | ------------------------------------------------------------------------------------- | ---------------------------------- | ---------------- | --- |
| 1  | 『KAZUプロデュース！ポートレート撮影イベント~Vol.2~』                                 | 1月24日～2月3日                    | 1位              | ▶️KAZUによるヘアセット体験 ▶️ポートレート撮影 ▶️撮影した写真を1種使ってポストカード100枚制作 ▶️オリジナルアバター制作権                                                                                                   |
| 2  | 『アキバ店舗貸切無料権をGET!! オリジナルスマホケース制作権付!!!(4月ver)』             | 3月9日～3月17日                    | 2位              | ▶️レンタルスペース無料貸切権（120分）獲得！ ▶️オリジナルスマホケース制作権獲得！（1種のみ） 受注生産・販売（販売個数に制限なし） 販売サイト：OFFICIAL GOOD SHOP http://www.officialgoods.shop/ ▶️オリジナルアバター制作権 |
| 3  | 主役はあなた！道頓堀ビジョン広告動画放映権 vol.9                                      | 予選4月1日〜7日 決勝4月10日〜16日  | 予選2位 決勝3位  | ▶️オリジナルアバター制作権 |
| 4  | メガネ女子王者決定戦！オリジナルメガネケースをゲットせよ！                            | 5月24日～6月2日                    | 1位              | ▶メガネ着用スナップ撮影権 |
| 5  | 横浜の新車・中古車販売店「カープレジャー」イメージモデル決定戦                        | 6月7日～16日                       | 3位              | |
| 6  | TOKYO★ISLANDイメージモデルオーディション                                              | 予選6月21日～30日 決勝7月8日～14日 | 予選1位 決勝3位  | |
| 7  | オリジナルイラスト♡GET♡第二弾！                                                       | 7月16日～7月25日                   | 1位              | ▶オリジナルイラスト制作権 |
| 8  | ブロマイド大会10                                                                      | 7月26日～8月4日                    | 2位              | ▶ブロマイド300枚制作権 |
| 9  | 宗像フェス出演オーディション予選A                                                     | 8月9日～8月15日                    | 予選2位 決勝辞退 | |
| 10 | オリジナルイラスト♡GET♡第三弾！                                                       | 8月21日～9月4日                    | 1位              | ▶オリジナルイラスト制作権 |
| 11 | 「アイドル大好き！ギュギュッとアイドル☆最強ランキング」エンディングテーマ争奪！第七弾 | 9月20日～29日                      | グランプリ       | ▶2019年11月度の番組エンディングテーマに オリジナル楽曲「メリーゴーランド」のミュージックビデオが起用。 |
| 12 | 「アイドル大好き！ギュギュッとアイドル☆最強ランキング」エンディングテーマ争奪！第八弾 | 10月18日～27日                     | 2位              | ▶2019年12月度の番組内にて オリジナル楽曲「Rainy Road」放送。 |

- Live me
- Line Live
- ドキドキライブ

### ファッションショーイベント[26]
- 渋谷NEXT GATE COLLECTION、渋谷WOMB
- 神戸レクレドールコレクション
- 池袋ブライダルファッションショー

## ワンマンライブ[20]
- 2017年4月24日(日)「美羽希 初のワンマンライブ！～みゆきと高鳴るSunday～」、下北沢BREATH。（ブログ「ワンマンライブありがとうございます!!」）
- 2017年7月24日(月)「大阪★投げ銭制ワンマン〜SR感謝祭〜」、大阪心斎橋HOME。(ブログ「大阪ワンマンライブ！初遠征ありがとうございます！！」)
- 2017年9月10日(日)「Miyuki 2nd Gate」、西新宿MELODIA Tokyo。
- 2018年4月14日(土)「Miyuki Music Supplement」、西新宿MELODIA Tokyo。
- 2018年5月12日(土)「大阪2ndワンマンライブ〜Mサプリ〜」、Live&Cafe Bar TOBIRA。
- 2018年9月15日(土)美羽希。映画上映ワンマンライブ「The Way to the Theater ～season 1～」、西新宿MELODIA Tokyo
- 2019年2月17日(日)美羽希。映画上映ワンマンライブ「The Way to the Theater ～season 2～」、西新宿MELODIA Tokyo
- 2019年7月28日(日)美羽希。映画上映ワンマンライブ「The Way to the Theater ～season 3～」、西新宿MELODIA Tokyo
- 2019年9月15(日)美羽希。7thワンマンライブ「美羽希。カーテンコール」、銀座Miiya Cafe
- 2019年10月6日(日)美羽希。生誕祭「バースデーハロウィン」、赤坂おむすびJazz
- 2020年9月18日(日)MIYUKI. LIVE「ボナリナ❤︎in 大阪」
- 2020年10月4日(日)美羽希。10th Anniversary & Birthday Concert ～10年後の君へ～、GRAPES KITASANDO
- 2021年10月3日(日)MIYUKI.CONCERT「BONA RINATA」、GRAPES KITASANDO
- 2022年2月6日(日)MIYUKI.VALENTINE、下北沢Laguna
- 2022年5月21日(土)美羽希。レコ発ワンマンライブ「NO.1 Coconut 〜the time has come〜」、GRAPES KITASANDO
- 2022年8月6日(土)美羽希。ワンマンライブ浴衣編「MIYUKI. SUMMER MEMORY」、GRAPES KITASANDO
- 2022年10月2日(日)MIYUKI. CONCERT「BONA RINATA VOL.2」、GRAPES KITASANDO
- 2022年12月17日(土)美羽希。ワンマンライブ クリスマス感謝祭「MIYUKI. VISION」、GRAPES KITASANDO

## 作品

### シングル[27]
| 発売日        | タイトル                                                      | 収録楽曲                                                      | 品番・備考   | 販売リンク                                 |
| ------------- | ------------------------------------------------------------- | ------------------------------------------------------------- | ------------ | ------------------------------------------ |
| 2010年6月26日 | 『No More Cry(2010年レコーディング版)』                       | No More Cry                                                   | 完売         | -                                          |
| 2016年7月23日 | 『looking for my life』                                       | looking for my life                                           | 完売         | https://miyukiss.thebase.in/items/6554995  |
| 2017年9月10日 | 『looking for my life/No More Cry』                           | looking for my life No More Cry                               | 完売         | https://miyukiss.thebase.in/items/8083823  |
| 2017年4月24日 | 『午前4時』 JASRAC作品コード 232-0902-0 232-0901-1 232-0900-3 | 午前４時 やきもちコントール 女同士のバースデー                | MYK-001      | https://miyukiss.thebase.in/items/6554959  |
| 2018年9月10日 | 『メリーゴーランド』 232-0899-6 232-0898-8 232-0897-0         | メリーゴーランド 堕ちてく。 コイン                            | MYK-002      | https://miyukiss.thebase.in/items/8084017  |
| 2018年4月14日 | 『miss Ü』 240-7424-1 240-7422-5 232-0893-7                   | miss Ü Take my hand come as you are                           | MYK-003      | https://miyukiss.thebase.in/items/10902125 |
| 2018年9月15日 | 『knock』 241-4539-4                                          | knock                                                         | 完売 MYK-004 | https://miyukiss.thebase.in/items/17389429 |
| 2019年2月17日 | 『SIGNAL』                                                    | SIGNAL                                                        | MYK-005      | https://miyukiss.thebase.in/items/17388321 |
| 2019年7月28日 | 『Rainy Road』                                                | Rainy Road                                                    | MYK-006      | https://miyukiss.thebase.in/items/22290519 |
| 2022年5月22日 | 『Bona Rinata -The Time Has Come-』                           | Bona Rinata -The Time Has Come- 一生分の恋をして Beach Cruise | AB-100       | https://miyukiss.thebase.in/items/62608043 |
| 2022年7月17日 | 『煙にまかれて』                                              | 煙にまかれて                                                  | 配信のみ     | https://linkco.re/vvV1YhFz                 |

### Blu-ray Music Video作品[27]
| 発売日        | タイトル                            |                                            |
| ------------- | ----------------------------------- | ------------------------------------------ |
| 2017年4月24日 | 『午前4時』                         | https://miyukiss.thebase.in/items/6554974  |
| 2018年9月10日 | 『メリーゴーランド』                | https://miyukiss.thebase.in/items/8084001  |
| 2018年4月14日 | 『miss Ü』                          | https://miyukiss.thebase.in/items/10902140 |
| 2020年1月30日 | 『Rainy Road』                      | SOLD OUT                                   |
| 2022年2月6日  | 『MIYUKI. CONCERT 〜BONA RINATA〜』 | https://miyukiss.thebase.in/items/58521791 |

### DVD作品[27]
| 発売日         | タイトル            | 主題歌         | 販売リンク                                 |
| -------------- | ------------------- | -------------- | ------------------------------------------ |
| 2018年9月15日  | 『熟れた果実の夜』  | 『knock』      | https://miyukiss.thebase.in/items/13572961 |
| 2019年2月17日  | 『溜め息と嘘』      | 『SIGNAL』     | https://miyukiss.thebase.in/items/17388787 |
| 2019年7月28日  | 『サンプル』        | 『Rainy Road』 | https://miyukiss.thebase.in/items/22290519 |
| 2021年11月27日 | 『FEEL THE SUMMER』 | Live DVD       | https://miyukiss.thebase.in/items/47010033 |

### 楽曲配信[28]
| 配信日         | タイトル                              | 備考             |
| -------------- | ------------------------------------- | ---------------- |
| 2016年5月22日  | 『No More Cry』                       | MEME LABEL       |
| 2016年7月26日  | 『looking for my life』               | MEME LABEL       |
| 2022年4月10日  | 『一生分の恋をして』                  | ALBERO BLU LABEL |
| 2022年5月22日  | 『Bona Rinata 〜The Time Has Come〜』 | ALBERO BLU LABEL |
| 2022年7月17日  | 『煙にまかれて』                      | ALBERO BLU LABEL |
| 2022年12月18日 | 『knock』                             | ALBERO BLU LABEL |
| 2022年12月18日 | 『SIGNAL』                            | ALBERO BLU LABEL |
| 2022年12月18日 | 『Rainy Road』                        | ALBERO BLU LABEL |

### オムニバス参加作品[28]
| 発売日         | タイトル                              | 参加楽曲                    | 品番      |
| -------------- | ------------------------------------- | --------------------------- | --------- |
| 2011年7月30日  | 『レインボーフレーバースペシャルEX2』 | (#10)『人魚姫』             | VR-CD002  |
| 2013年09月30日 | 『SUPREME GIFT -転-』                 | (DISC 02#03)『No More Cry』 | BABY-0003 |

### 楽曲提供作品[28]
| 発売日        | タイトル                     | 提供先             | リンク                                                      |
| ------------- | ---------------------------- | ------------------ | ----------------------------------------------------------- |
| 2019年3月19日 | 『日乃屋カレー秋葉原ソング』 | 日乃屋カレー秋葉原 | https://www.youtube.com/watch?v=DYTfwhOOGVM                 |
| 2019年8月8日  | 『日乃屋カレー秋葉原音頭』   | 日乃屋カレー秋葉原 | https://www.youtube.com/watch?v=1LmJlHXzh3U                 |
| 2020年2月1日  | 『Love is not forever』      | aimi ryou(梁愛美)  | https://twitter.com/tune_ki/status/1224212707198455808?s=20 |
| 2020年6月6日  | 『M』                        | aimi ryou(梁愛美)  |                                                             |
| 2022年4月9日  | 『トンネル』                 | 近藤佑香           |                                                             |

### ラジオCD参加作品[29]
| 発売日        | タイトル                                                   | 内容                                 | 備考                                                                             |
| ------------- | ---------------------------------------------------------- | ------------------------------------ | -------------------------------------------------------------------------------- |
| 2010年6月26日 | 『レインボーフレーバースペシャルvol.9 ～一部月を食らう～』 | 当時の愛車RX-7のエンジン音と早口披露 | ライブ「レインボーフレーバースペシャルvol.9」 先着30名様特典のオリジナルラジオCD |